# Feketefarkú tükröstangara
A feketefarkú tükröstangara (Conothraupis mesoleuca)  a madarak osztályának verébalakúak (Passeriformes) rendjébe és a tangarafélék (Thraupidae) családjába tartozó  faj.

## Rendszerezése
A fajt Jacques Berlioz francia zoológus és ornitológus írta le 1939-ben, a Rhynchothraupis nembe Rhynchothraupis mesoleuca néven.

## Előfordulása
Brazíliában a Mato Grosso területén honos. Természetes élőhelyei a szubtrópusi és trópusi száraz erdők. Állandó, nem vonuló faj.

## Megjelenése
Testhossza 14 centiméter.  A hím tollazata a fehér hasi részeket kivéve fekete, a tojóé barnás.

## Természetvédelmi helyzete
Az elterjedési területe elég nagy, de csökken, egyedszáma 250-999 példány közötti és csökken. A Természetvédelmi Világszövetség Vörös listáján veszélyeztetett fajként szerepel.